# Pierre Giraud

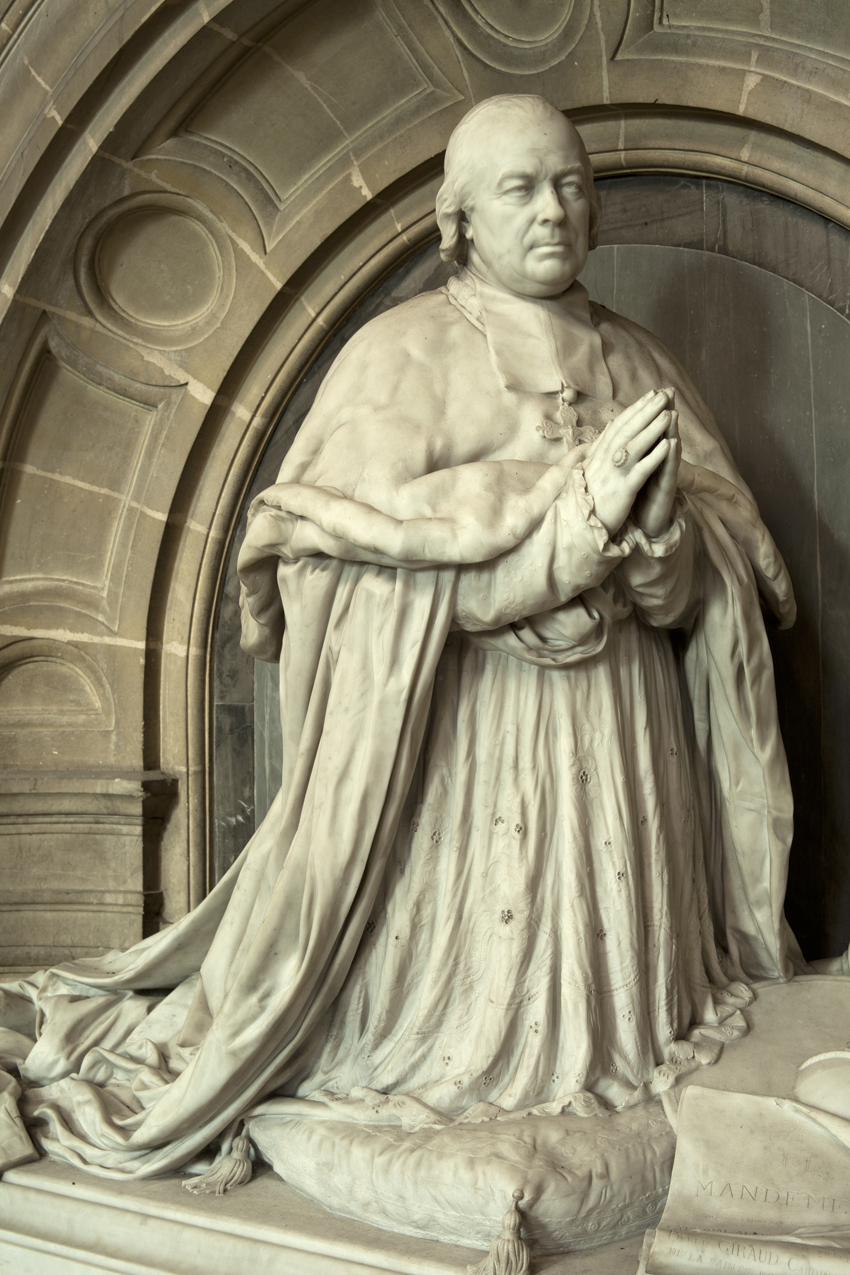
Beeld in de kathedraal van Kamerijk

Pierre Giraud (Montferrand 11 augustus 1791 - Kamerijk 17 april 1850) was een Frans prelaat in de 19e eeuw.

## Levensloop
Giraud werd priester gewijd in 1815 in Clermont. Hij woonde in Clermont waar hij vele jaren pastoor was en uiteindelijk vicaris-generaal. In 1825 viel hij op bij koning Karel X omwille van zijn predikingen in het paleis der Tuilerieën (Parijs).
De gehechtheid van Giraud aan het regime werd beloond in 1830 met een bisschopsbenoeming in Rodez (1830). Door de Julirevolutie in datzelfde jaar verdwenen zowel de Franse koning als de bevoegde minister van cultus. Het nieuwe regime van koning Lodewijk Filips aarzelde om Giraud, een aanhanger van het vorige regime, te benoemen. Na meerdere maanden twijfel kon koning Lodewijk Filips hem tijdens een privé-audiëntie zijn akkoord meedelen voor diens benoeming in Rodez. Ze keuvelden wat over zijn job als pastoor in Clermont. Giraud vertelde hoe de koning, na dit gesprek, hem voorstelde aan koningin Marie Amélie. Later bleek het nieuwe regime te overwegen de bisschopszetel in Rodez af te schaffen. Na meerdere protestbrieven van inwoners van Rodez aan de bevoegde minister bleef evenwel alles zoals het was.

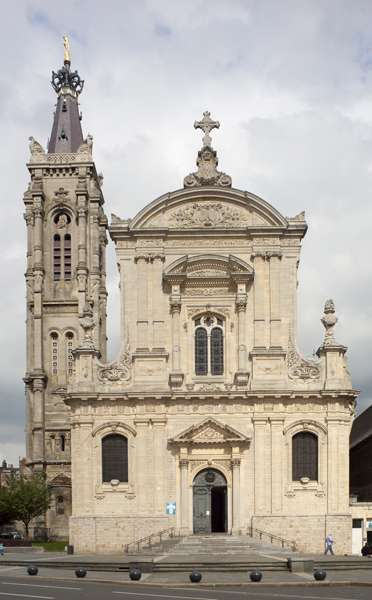
Kathedraal Notre-Dame de Grâce in Kamerijk

In 1842 werd hij gepromoveerd tot aartsbisschop van Kamerijk. In 1847 creëerde paus Pius IX hem tot kardinaal met als titelkerk in Rome de Santa Maria della Pace. Giraud stierf kort nadien in Kamerijk (1850).
- Bibliothèque nationale de France: cb10744617j (data)
- Gemeinsame Normdatei: 102481946
- International Standard Name Identifier: 0000 0000 6122 2943
- Library of Congress Control Number: n2001062218
- Base Léonore: LH//1149/42
- Nationale Bibliotheek van Israël: 987007415901005171
- Nederlandse Thesaurus van Auteursnamen: 070912726
- Système universitaire de documentation: 083971149
- Virtual International Authority File: 4921820
- WorldCat: E39PBJxRyWFxWKMDR8JyRX4pfq